# Sidi Ould Cheikh Abdallahi
Sidi Mohamed Ould Cheikh Abdallahi (1938 – Nouakchott, 23 de novembro de 2020) foi um político mauritano. Atuou no governo durante a década de 1970, e após um longo período de ausência de política ganhou a eleição presidencial de 2007, tomando posse em 19 de abril do mesmo ano. Ele foi deposto por um golpe de estado militar em 6 de agosto de 2008.
Morreu em 23 de novembro de 2020 em uma clínica de Nouakchott.